# ماکی ایچیرو
ماکی ایچیرو (به ژاپنی: 路真輝; Maki Ichiro)؛ زادهٔ ۹ ژانویهٔ ۱۹۶۵) بازیگر، خواننده اهل ژاپن است.